# エセキエル・シリグリアノ
アドリアン・エセキエル・シリグリアノ（Adrián Ezequiel Cirigliano, 1992年1月24日 - ）は、アルゼンチン・ブエノスアイレス州カセロス出身のサッカー選手。スタリオン・ラグナFC所属。ポジションはミッドフィールダー。

## 経歴
CAリーベル・プレートのユースチームでキャリアをスタートさせ、2010年4月11日、アトレティコ・トゥクマン戦でデビューを果たした。2016年9月7日、リーベル・プレートを退団しトゥクマンと契約を交わしたことが発表された。
2017年7月12日、アスセンソMXのCDサカテペクに加入した。

## 代表歴
アルゼンチン代表として2009 南米U-17選手権、2009 FIFA U-17ワールドカップ、2011南米ユース選手権、2011 FIFA U-20ワールドカップに出場した。

## タイトル
リーベル・プレート
- プリメーラB・ナシオナル : 2011-12
- コパ・スダメリカーナ : 2014